# Convento di San Bernardino (Urbino)

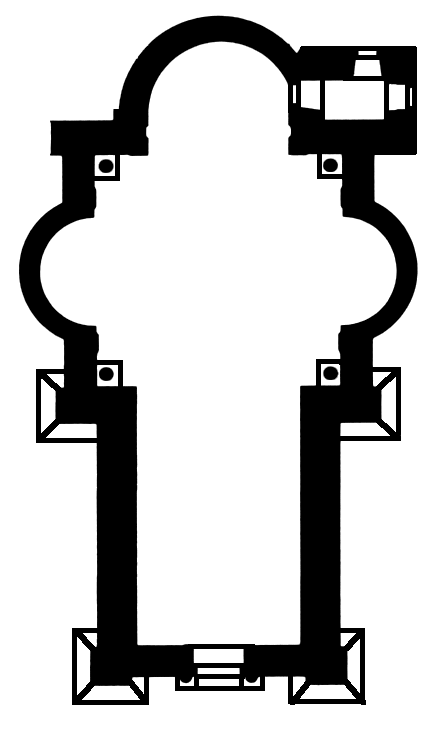
Ricostruzione della pianta di chiesa di San Bernardino, come doveva apparire alla fine del XV secolo

Il convento di San Bernardino o convento degli Zoccolanti o Mausoleo dei duchi è un convento francescano di Urbino, posto sul crinale del colle di San Donato, tra le prime propaggini dei colli delle Cesane, a circa 2,5 km fuori dall'abitato, in via San Bernardino, nei pressi del bivio con via Ca' Corona. Il colle sorge davanti al lato sud-orientale del centro storico, posizione che offre al convento un ampio panorama sulla città. La chiesa conventuale è sede della parrocchia di San Donato, retta dai Frati Minori francescani.

## Storia

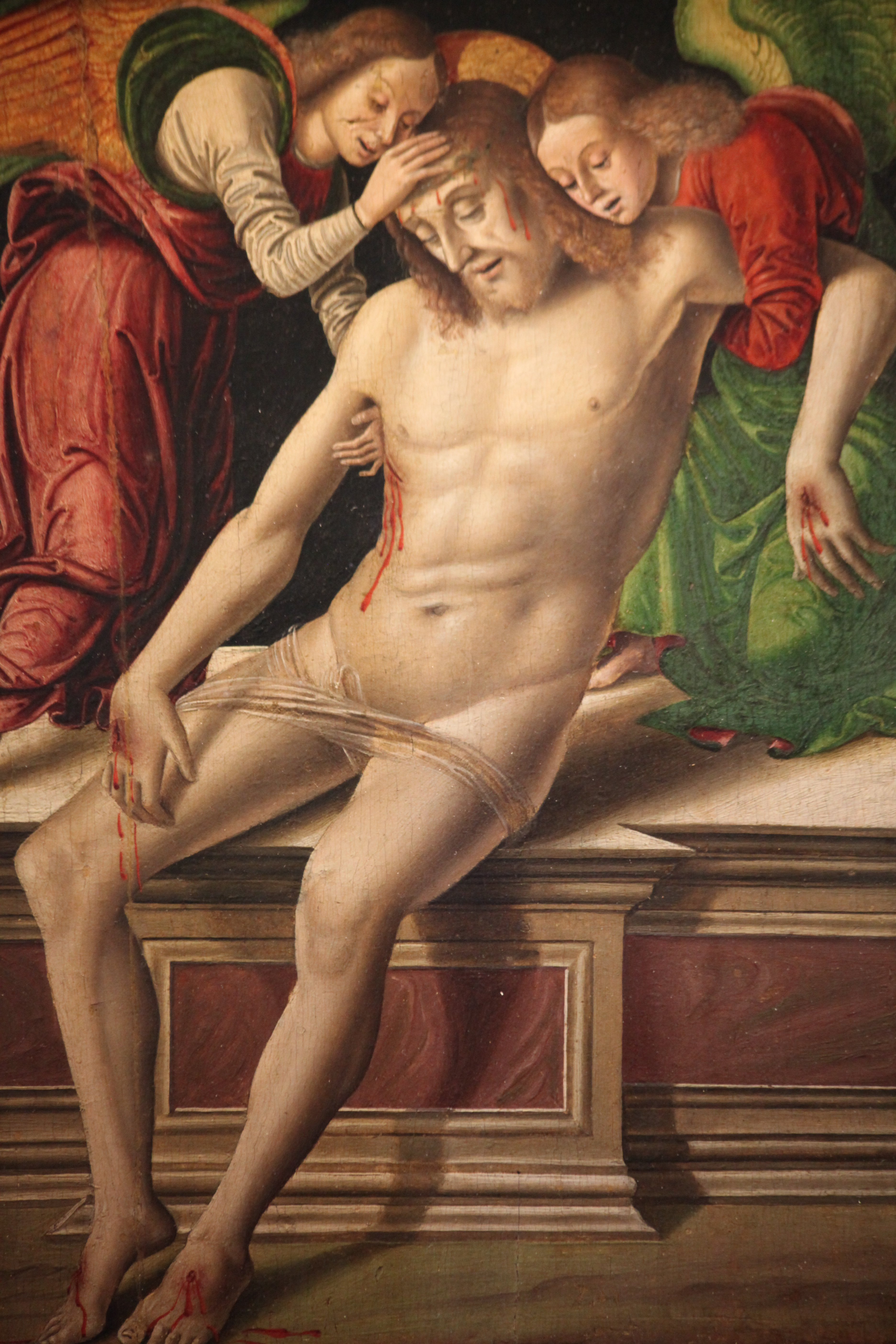
Giovanni Santi, Cristo morto sorretto dagli angeli, Galleria Nazionale delle Marche, Urbino.

Il complesso pare contrastare la raffinatezza della chiesa con l'austerità e la semplicità dei tradizionali edifici francescani. Si sviluppa sul lato orientale della chiesa, con una pianta rettangolare su due piani, con facciate in laterizi a vista e pochissime decorazioni. Aveva in origine tre chiostri, ne sopravvivono due, in quanto il primo più anteriore, tra le chiese di San Bernardino e San Donato, ha subito la demolizione del lato che lo separava dalla strada esterna, entro la prima metà del XX secolo. L'intero complesso conventuale è attribuito a Francesco di Giorgio, ha il suo fulcro nel chiostro centrale a pilastri architravati. La presenza in città dell'Ordine è molto antica, risale alla prima metà del XV secolo, quando furono invitati dal conte Guidantonio da Montefeltro. Nel 1506 ospitò Papa Giulio II durante la sua visita alla città. Il convento fu confiscato all'indomani dell'Unità d'Italia e destinato a ricovero per senza tetto, oltre alla sistemazione, nell'orto e nella selva, del principale cimitero cittadino. La manutenzione della struttura fu però trascurata, fino agli anni venti del XX secolo, quando avvennero i lavori di restauro, durante i quali probabilmente fu abbattuto anche il tratto di muro tra la chiesa conventuale e l'ex chiesa di San Donato. Al termine dei lavori la struttura tornò alla comunità monastica, appartenente alla Provincia Picena San Giacomo della Marca dei Frati Minori.
Il 22 gennaio 2011, durante la notte, parte della volta del dormitorio crollò a causa delle infiltrazioni d'acqua, senza causare vittime.

## Chiesa
La chiesa venne costruita per disposizione di Federico da Montefeltro dopo la sua morte, a partire dal 1482 al 1491 circa, come luogo per la sua sepoltura e per quella dei suoi successori (Mausoleo Ducale). Il progetto e la successiva realizzazione dell'opera vengono oggi attribuiti all'architetto ducale Francesco di Giorgio Martini (con l'aiuto nella direzione dei lavori del giovane e promettente Donato Bramante). L'edificio presenta una limpida nitidezza architettonica, tipica del Rinascimento urbinate.
La chiesa fece da modello per la chiesa di Santa Maria delle Grazie al Calcinaio, nei pressi di Cortona, edificata dallo stesso architetto pochi anni più tardi. Quando fu consacrata (fine XV secolo), assorbì anche le funzioni di chiesa parrocchiale legate alla precedente chiesa, che mantenne fino alla prima metà del XVII secolo, in seguito al trasferimento di tale titolo ad una nuova chiesa, eretta ex novo nelle vicinanze, in modo da lasciare San Bernardino alla sola comunità francescana. Nel 1741 venne danneggiata da un terremoto. Il titolo della parrocchia rimane alla chiesa di San Donato in San Bernardino.

### Architettura

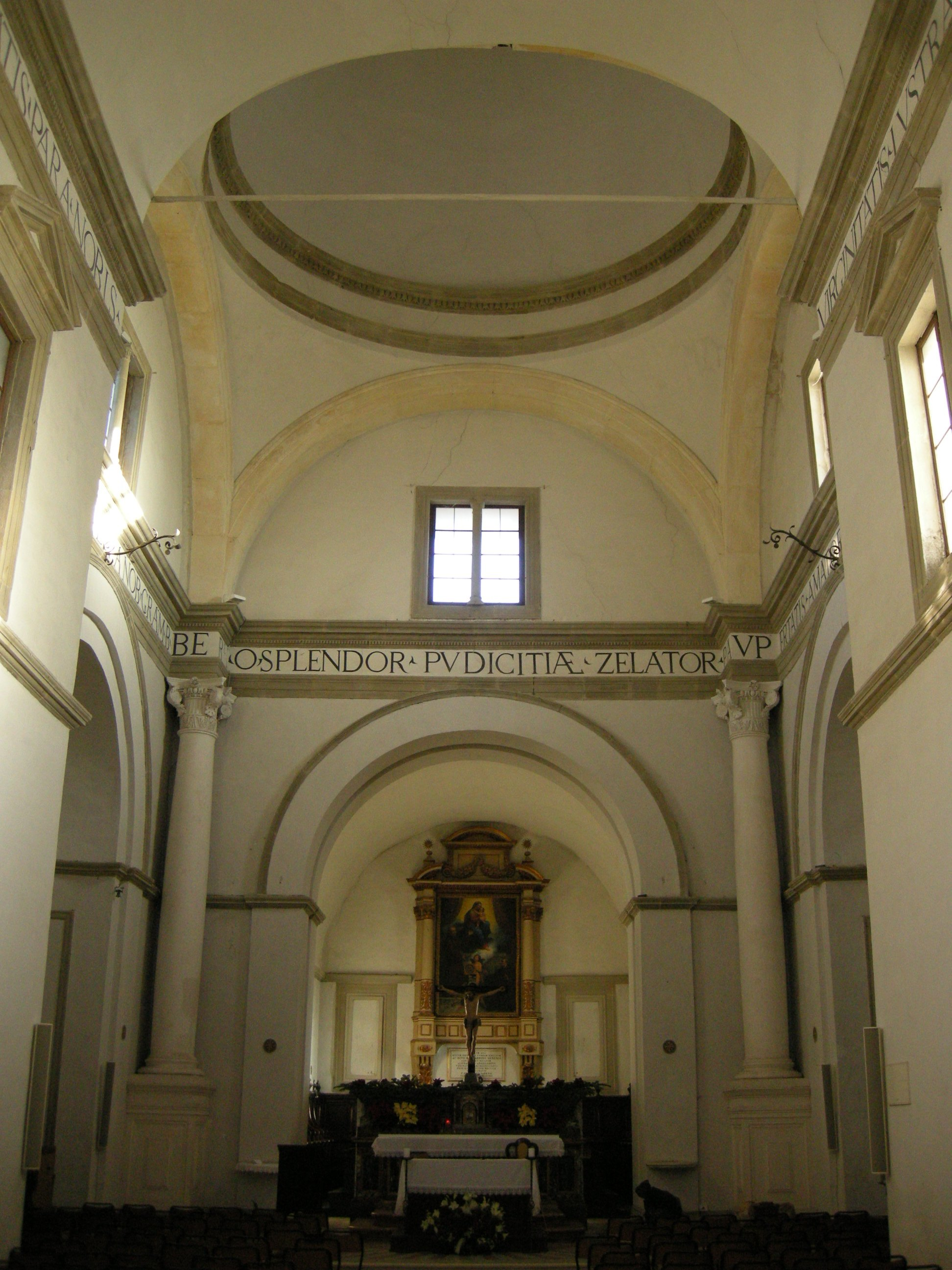
Interno

L'esterno della chiesa, in laterizio, è compatto e quasi privo di decorazioni, fatte salve le cornici marcapiano, le finestre e l'incorniciatura del portale. La facciata è alta e stretta, culminata da un piccolo frontone ed attraversata dalle fasce decorative in arenaria che proseguono su tutto il perimetro; vi si aprono il portale in travertino e due finestre. Il tiburio della cupola è cilindrico, con un lanternino. Agli angoli dei bracci si trovano dei contrafforti.
Il campanile è tronco, a causa del crollo della cuspide nel terremoto del 1741.
Il severo stile esterno, quasi da fortezza militare, contrasta con l'elegante classicismo dell'interno. Esso è infatti luminoso, essenziale e monumentale allo stesso tempo, con una pianta a croce latina e navata unica coperta con volta a botte. Il lato longitudinale (piedicroce), si innesta a un presbiterio pressoché quadrato, coperto da cupola, con due absidi semicircolari ai lati e una nicchia rettangolare voltata a botte dietro l'altare maggiore. Anticamente anche dietro l'altare si trovava un'abside simile alle altre, componendo così un ambiente a "tricora" derivato da modelli tardoantichi. L'allungamento e la modifica del coro risale alla fine del XVI secolo. Le nicchie sono estradossate, circondate cioè da archi con doppia ghiera cornice modanata, fino alla linea d'imposta.
La cupola è retta, oltre che dalle pareti, da quattro colonne composite a fusto liscio su alti plinti, che rendono leggibile lo scarico del peso a terra.
Le pareti dimostrano la predilezione dell'architetto per le superfici spoglie e sobriamente decorate. Alcune cornici modanate in pietra (che risaltano sull'intonaco bianco, secondo uno schema di brunelleschiana memoria) si trovano all'altezza dello zoccolo, del marcadavanzale e del fregio che corre lungo tutto il perimetro, con un'iscrizione in lettere capitali romane ispirata a quella del Cortile d'onore di palazzo Ducale. Vi si legge una lode a san Bernardino, allora ancora beato: "O SPLENDOR PUDICITIAE ZELATOR PAUPERTATIS AMATOR INNOCENTIAE CULTOR VIRGINITATIS LUSTRATOR SAPIENTIAE PROTECTOR VERITATIS ANTE THRONUM FULGIDUM AETERNAE MAIESTATIS PARA NOBIS ADITU[m] DIVINAE PIETATIS IMPLORA NOB[is] GRA[tia]M B[eate] BER[nardine]".
La navata è illuminata da tre finestre rettangolari, con cornici e timpano triangolare in pietra, che si ritrovano anche sotto i tre arconi che stanno alla base della cupola nel presbiterio.

### Sepolti illustri
Nella chiesa vennero sepolti Federico da Montefeltro, suo figlio Guidobaldo, e la moglie di costui, Elisabetta Gonzaga.

### Opere d'arte

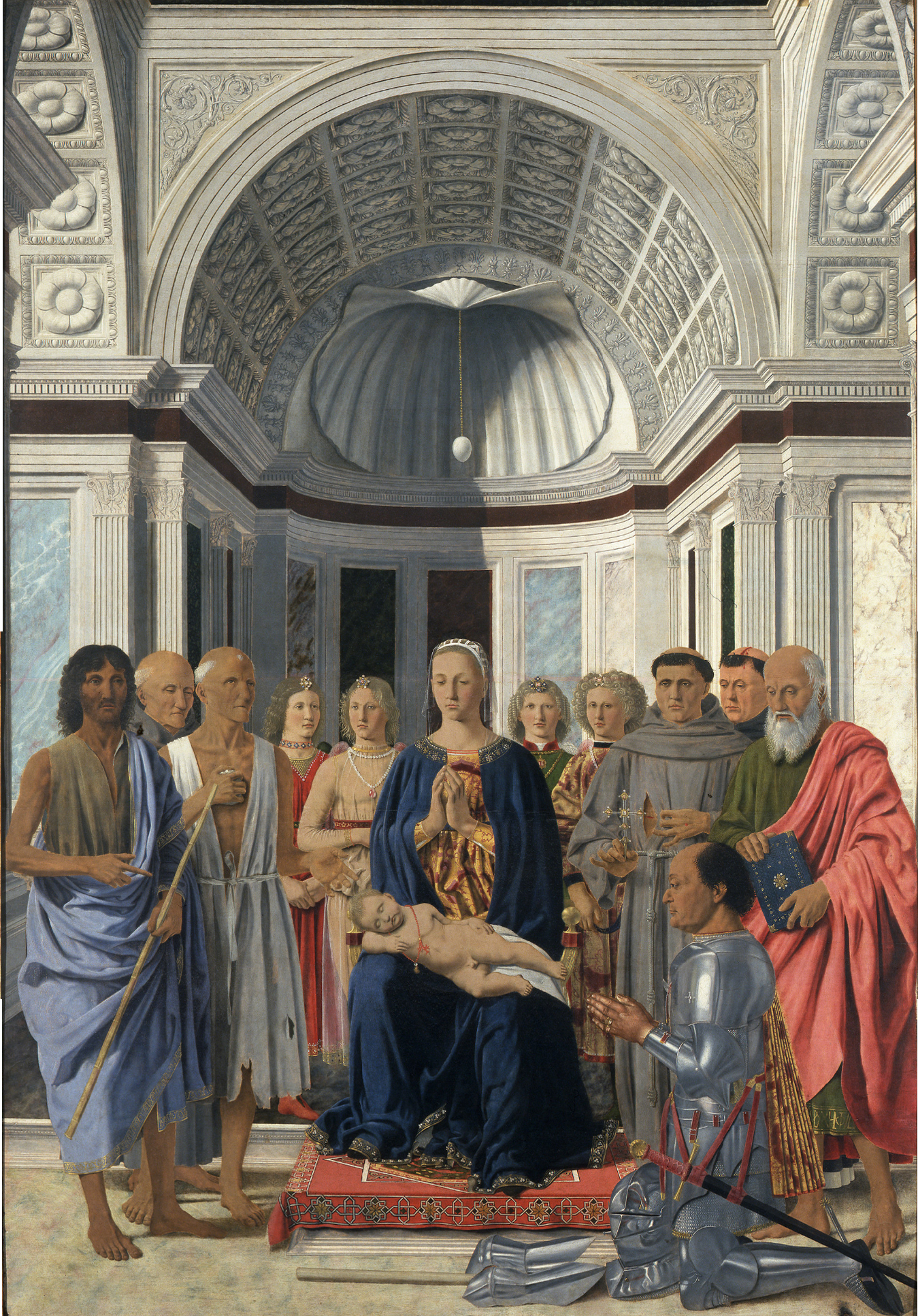
Piero della Francesca, Sacra conversazione (1472), Pinacoteca di Brera, Milano

Nella navata si trovano, uno di fronte all'altro, i cenotafi dei duchi Federico e Guidobaldo da Montefeltro: si tratta di due monumenti barocchi eretti molto tempo dopo la loro morte (1620). I busti in marmo dei due duchi sono attribuiti a Girolamo Campagna.
La nicchia destra è decorata da affreschi del 1642 con la Samaritana al pozzo. Nel coro si trova una tela ottocentesca con la Madonna col Bambino, san Bernardino, san Giacomo e due angeli, di Filippo Bigioli. Fino al 1810 occupava questa posizione la Pala di Brera (1472 circa) di Piero della Francesca, che venne fatta li collocare dal Bramante per volere dello stesso Federico da Montefeltro e, sebbene sia più antica della chiesa di circa dieci anni, creava un rilevante dialogo tra architettura reale ed architettura dipinta.
Inoltre sull'altare di destra, si trovava una pala di Timoteo Viti, raffigurante la Vergine Annunciata tra i Santi Giovanni Battista e Sebastiano, trafugata anch'essa dai francesi a inizio XIX secolo ed ora conservata presso la Pinacoteca di Brera. Sull'antico pulpito della chiesa vi era una piccola tavola di Giovanni Santi, Cristo morto sorretto dagli angeli, ora nella Galleria Nazionale delle Marche.

## Ex chiesa di San Donato
Si tratta dell'ex chiesa conventuale, ad aula unica rettangolare, posta al centro della facciata principale del convento, ma con l'ingresso sul lato corto verso un antico chiostro, all'estremità opposta dell'odierna chiesa. Si sviluppa sull'asse est-ovest ed è attigua al convento sui lati est e sud. Le facciate esterne sono molto sobrie, in laterizi a vista, presenta solo sul lato lungo (lato nord) una successione di contrafforti alternati a finestre quadrilatere con cornici lapidee dalle modanature lineari. L'interno si compone di due campate divise al centro da un arco a tutto sesto, con funzione di arco trionfale. Le due campate sono concluse da volte a crociera ad arco ribassato. Sulla parete di fondo, nella parte superiore, è presente un affresco, molto deteriorato, raffigurante un Compianto su Cristo Morto; ma l'opera più importante è costituita dalla lastra tombale del conte Guidantonio da Montefeltro, sul pavimento della prima campata, raffigurante la figura del conte avvolta nel saio francescano con la spada e due emblemi araldici ai lati, oltre ad un'iscrizione dedicata al defunto riportante il seguente testo con riferimento alla data della morte (1443): "PLORET IN HESPERIA TELLUS! PLORATE LATINI! GUIDO COMES, MORIENS HOC REQUIESCAT HUMO. NON FUIT A COELO PRINCEPS CLEMENTIOR ALTER; PREVALIDAS URBES REXIT ET IPERPOTENS. NON FUIT IN TERRIS UNQUAM QUI SANCTIUS HEROS CAPPAM FRANCISCI POSSIT HABERE SACRI; QUEM DEDIT ETERNIS PROBITAS VENERABILIS EVO MORS ANIMAM CELO REDDIDIT ALMA SUO. VOS IGITUR SUPERI SOCIO GAUDETE SUPERNO. ET DIVUM SERVET CURIA SACRA DUCEM MILLE QUADRINGENTIS DOMINI CURRENTIBUS ANNIS QUADRAGINTA TRIBUS, FEBRUARII VIGESIMA PRIMA".
La chiesa risale al XIII secolo, quando era già parrocchiale; titolo che poi passò, verso la fine del XV secolo, alla nuova chiesa conventuale (San Bernardino).